# Gabriel Poix
Gabriel Augustin Poix (París, 8 de novembre de 1888 - Nogent-sur-Marne, Val-de-Marne, 23 de gener de 1946) va ser un remer francès que va competir a començaments del segle xx.
El 1912 va prendre part en els Jocs Olímpics d'Estocolm, on disputà la competició de quatre amb timoner, inriggers del programa de rem. En quedà eliminat en sèries.
Vuit anys més tard, un cop finalitzada la Primera Guerra Mundial, disputà els Jocs d'Anvers, on guanyà la medalla de plata en la competició del dos amb timoner del programa de rem, formant equip amb Maurice Bouton i Ernest Barberolle.
El 1913 i 1920 es proclamà campió d'Europa de rem de dos amb timoner.